# Champclause
Champclause – miejscowość i gmina we Francji, w regionie Owernia-Rodan-Alpy, w departamencie Górna Loara.
Według danych na rok 1990 gminę zamieszkiwały 243 osoby, a gęstość zaludnienia wynosiła 11 osób/km² (wśród 1310 gmin Owernii Champclause plasuje się na 608. miejscu pod względem liczby ludności, natomiast pod względem powierzchni na miejscu 387.).